# کوه‌پرستی

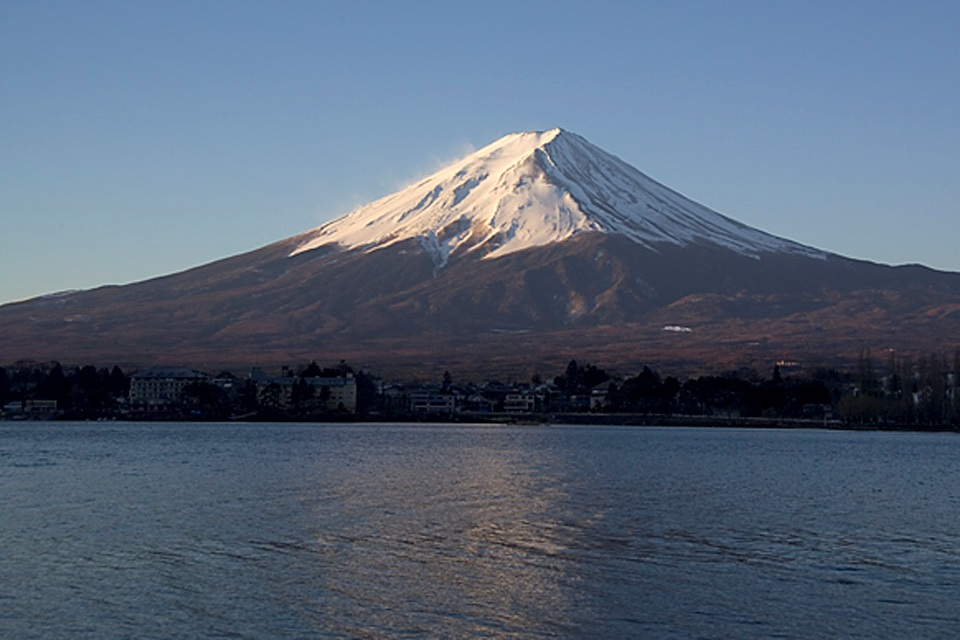
کوه فوجی نمونه‌ای از یک کوه مقدس در شینتو یا شین‌تای-سان است.

کوه‌پرستی اعتقادی است که در آن کوه مقدس پنداشته شده و پرستش می‌شود.

## در ژاپن
در کشور ژاپن به کوه‌پرستی، سانگاکو شینکو (به ژاپنی: 山岳信仰 さんがくしんこう) گفته می‌شود. کوه‌پرستی یکی از قدیمی‌ترین انواع شینتو (دین ملی ژاپن) است. در عهد باستان بسیاری از کوه‌های مهم ژاپن مقدس دانسته می‌شدند. اما امروزه غالب آنان دیگر موضوع خاص پرستش نیستند. هر کوهی که منزلگاه یک کامی باشد به نام ری‌زان یا «کوه روح» یا به نام شین‌تای-سان «کوه بدن» یا «جسم‌الهی» خوانده می‌شود. کوه پرستی در ژاپن مختص به آیین شینتویی نیست. در دین بودایی نیز برخی از کوه‌ها مقدس هستند. نوعی از اعتقاد خاص شینتویی-بودایی به نام شوگن-دو در ژاپن وجود دارد که شهرت آن بیشتر به دلیل روحانیان آن به نام یامابوشی به معنی «زاهدان کوه» است.
در ژاپن زیارتگاه‌های بسیاری در کوه‌ها ساخته شده‌است که بسیار دور از جمعیت قرار دارند این بیانگر این موضوع است که این زیارتگاه‌ها مکانی برای تبلیغ و نشر دینی نیستند بلکه عمدتاً منزلگاه‌های مقدس کامی (خدایان شینتو) هستند. در روزگاران بسیار کهن، ساختمان‌های خاصی برای این نوع از پرستش وجود نداشت و اصلاً وجود چنین زیارتگاه‌ها و ساختمان‌هایی ضروری دانسته نمی‌شد. این نوع حرم‌ها زیارتگاه‌ها در طی گذشت قرن‌ها ساخته شده‌اند و در درونی‌ترین بخش حرم آن، یک شی نمادین به نشانه بدن یا کالبد الوهیت قرار داده شده‌اند. در مواردی تنها یک نمازخانه کوچک برای به وجود آوردن امکان عبادت وجود دارد. یکی از این زیارتگاه‌ها، معبد اومیوا در استان نارا است که به جز حرم اصلی، سایر ساختمان‌های مخصوص یک زیارتگاه را دارد.
مشهورترین کوه مقدس ژاپن کوه فوجی است که وقف پرستش همسر جد اعلای اولین امپراتور ژاپن، نینیگی-نو-میکوتو، ایزدبانو کونوهاناساکویا-هیمه است. در لبهٔ دهانهٔ آتشفشانی کوه فوجی زیارتگاه کوچکی وجود دارد و در چندین جای دیگر کوه زیارتگاه‌های بزرگی ساخته شده که وقف همین ایزدبانو شده‌است.
کوه نانتای (نام دیگر فوتاراسان) در نزدیکی نیکو نیز یکی دیگر از کوه‌های مقدس ژاپن است. زیارتگاه اصلی این کوه معبد فوتاراسان در نزدیکی معبد توشوگو قرار دارد.